# HafenCity Universität (metropolitana di Amburgo)
La stazione di HafenCity Universität è una stazione della metropolitana di Amburgo, posta sulla linea U4.